# Carnaque

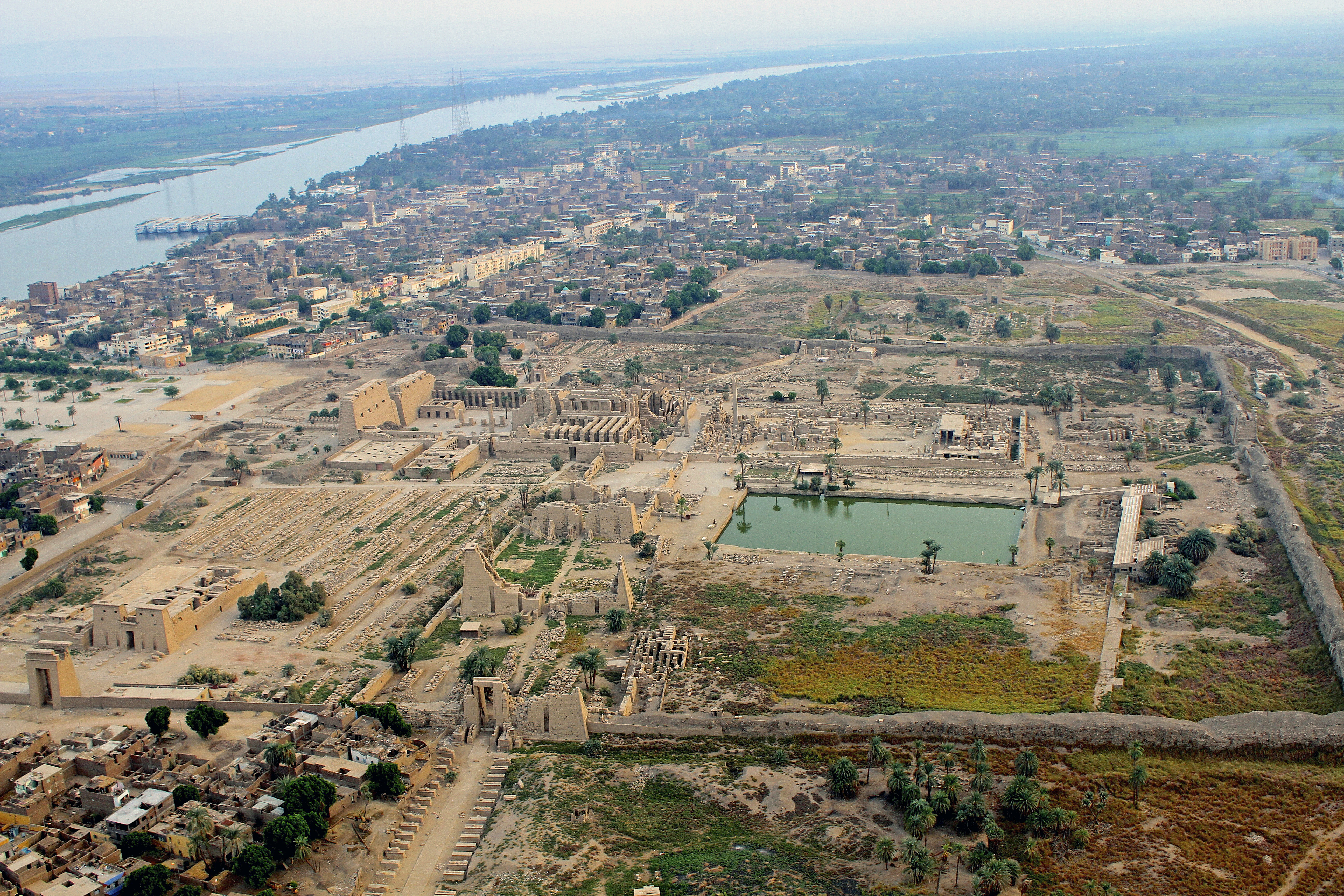
Vista aérea

Templo de Carnaque (Karnak), ou simplesmente Carnaque, é um templo dedicado ao deus Amom-Rá. Seu nome "Karnak" deriva do árabe: خورنق,  "Khurnaq" -  "aldeia fortificada" .  Tem esse nome devido a uma aldeia vizinha chamada Carnaque, mas no tempo dos antigos faraós a aldeia era conhecida como Ipete-sute ("o melhor de todos os lugares").
Compreende uma vasta mistura de templos decadentes, pilares , capelas e outros edifícios perto de Luxor, Egito. A construção do complexo começou durante o reinado de Sesóstris I (r. 1971–1926 a.C.) no Reino Médio (2000–1700) e continuou no Reino Ptolomaico (305–30 a.C.), embora a maioria dos edifícios existentes datam do Novo Reino. A área ao redor de Carnaque era a antiga Ipete-isute e o principal local de culto da 18ª Tríade Dinástica Tebana, com o deus Ámon como divindade maior. Faz parte da monumental cidade de Tebas e em 1979 foi inscrita na Lista do Património Mundial da UNESCO juntamente com o resto da cidade. O complexo de Carnaque dá nome à vila moderna próxima e parcialmente cercada de Carnaque, a 2,5 quilômetros ao norte de Luxor.  
Localizado no extremo norte da cidade de Luxor, o Templo de Carnaque possui três áreas sagradas principais que honram três deuses: Montu, um antigo deus guerreiro local; Amon, o principal deus de Tebas; e a deusa Mut, esposa de Amon. Amon, Mut e seu filho, Quespisiquis, eram membros da família sagrada conhecida como Tríade Tebana. A construção do Templo de Carnaque começou no Império Médio e foi concluída durante o Império Novo, cerca de 1.600 anos depois. Cada rei sucessivo desta era ia adicionando um pouco de construções ao templo, que cobre dois hectares (cinco acres) de terra. É um local complicado com quatro pátios, dez pilares, um lago sagrado e muitos edifícios. 
Uma avenida de esfinges com cabeças de carneiros de chifres encaracolados leva à entrada do primeiro pilone. As esfinges representam uma forma do deus sol, Amon-Rá . Entre suas patas está uma pequena figura de Ramsés II, que venceu a famosa Batalha de Cades contra os hititas na Síria (1274 aC). 
Seu nome designa o templo principal destinado ao deus, como também tudo o que permanece do enorme complexo de santuários e outros edifícios, resultado de mais de dois mil anos de construções e acrescentos. Este complexo abrange uma área de 1,5 x 0,8 . Existiam várias avenidas que faziam a ligação entre o Templo de Carnaque, o Templo de Mut (esposa de Amom) e o Templo de Luxor. Além disso, não muito longe, fica o templo de Montu, sendo que o de Quespisiquis (um dos templos mais bem conservados do Egito) está dentro do próprio complexo. 

## Visão Geral

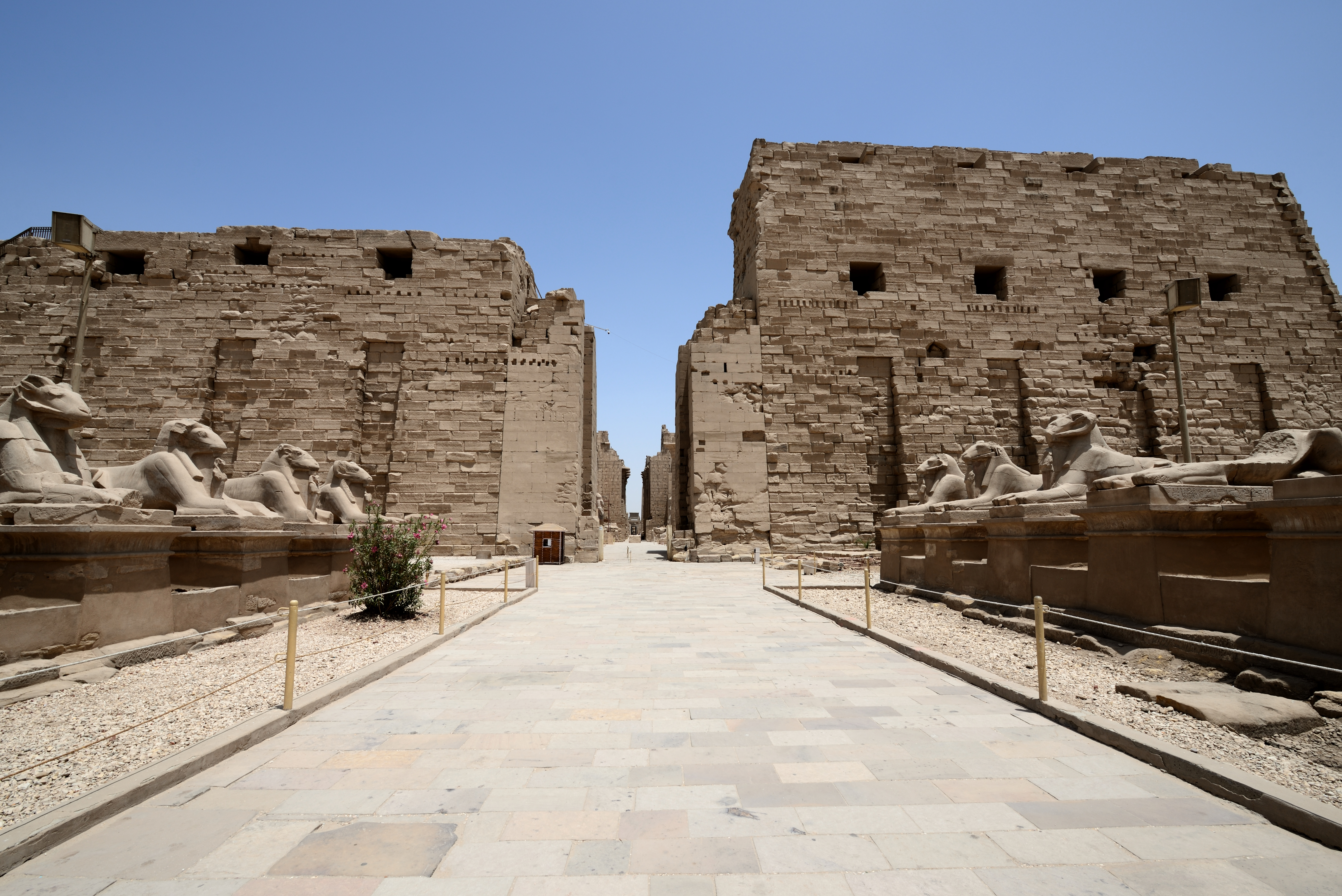
Entrada do Complexo do Templo de Carnaque (Luxor, Egito)

O complexo é um vasto local aberto e inclui o Museu ao Ar Livre de Carnaque. Acredita-se ser o segundo local  mais visitado no Egito, apenas o complexo da pirâmide de Gizé, perto do Cairo, recebe mais visitas. Consiste em quatro partes principais, das quais apenas a maior está atualmente aberta ao público em geral. O termo "Karnak" muitas vezes é entendido como sendo apenas o recinto de Amon-Rá , porque esta é a única parte que a maioria dos visitantes conhece. 
As outras três partes: o Recinto de Mut, o Recinto de Montu e o Templo desmontado de Amenhotep IV, estão fechados ao público. Há também alguns templos e santuários menores conectando o recinto de Mut, o recinto de Amon-Rá e o Templo de Luxor. O Recinto de Mut é muito antigo, sendo dedicado a uma divindade da Terra e da criação, mas ainda não foi restaurado. O templo original foi destruído e parcialmente restaurado por Hatshepsut, embora outro faraó tenha construído em torno dele para mudar o foco ou a orientação da área sagrada. Muitas partes dele podem ter sido levadas para uso em outros edifícios. 
A principal diferença entre Carnaque e a maioria dos outros templos e locais no Egito é o período de tempo em que foi desenvolvido e usado. A construção de templos começou no Reino Médio e continuou até os tempos ptolomaicos. Aproximadamente trinta faraós contribuíram para os edifícios, permitindo que atingisse um tamanho, complexidade e diversidade não vistos em outros lugares.  Poucos dos recursos individuais do Carnaque são únicos, mas o tamanho e o número de recursos são impressionantes. As divindades representadas variam de algumas das primeiras adoradas até aquelas adoradas muito mais tarde na história da cultura egípcia antiga. Embora destruído, também continha um antigo templo construído por Amenófis IV, o faraó que mais tarde celebraria uma religião quase monoteísta que ele estabeleceu que o levou a mudar sua corte e centro religioso para longe de Tebas. Ele também contém evidências de adaptações, onde os edifícios dos antigos egípcios foram usados por culturas posteriores para seus próprios fins religiosos. 

### Salão hipostilo

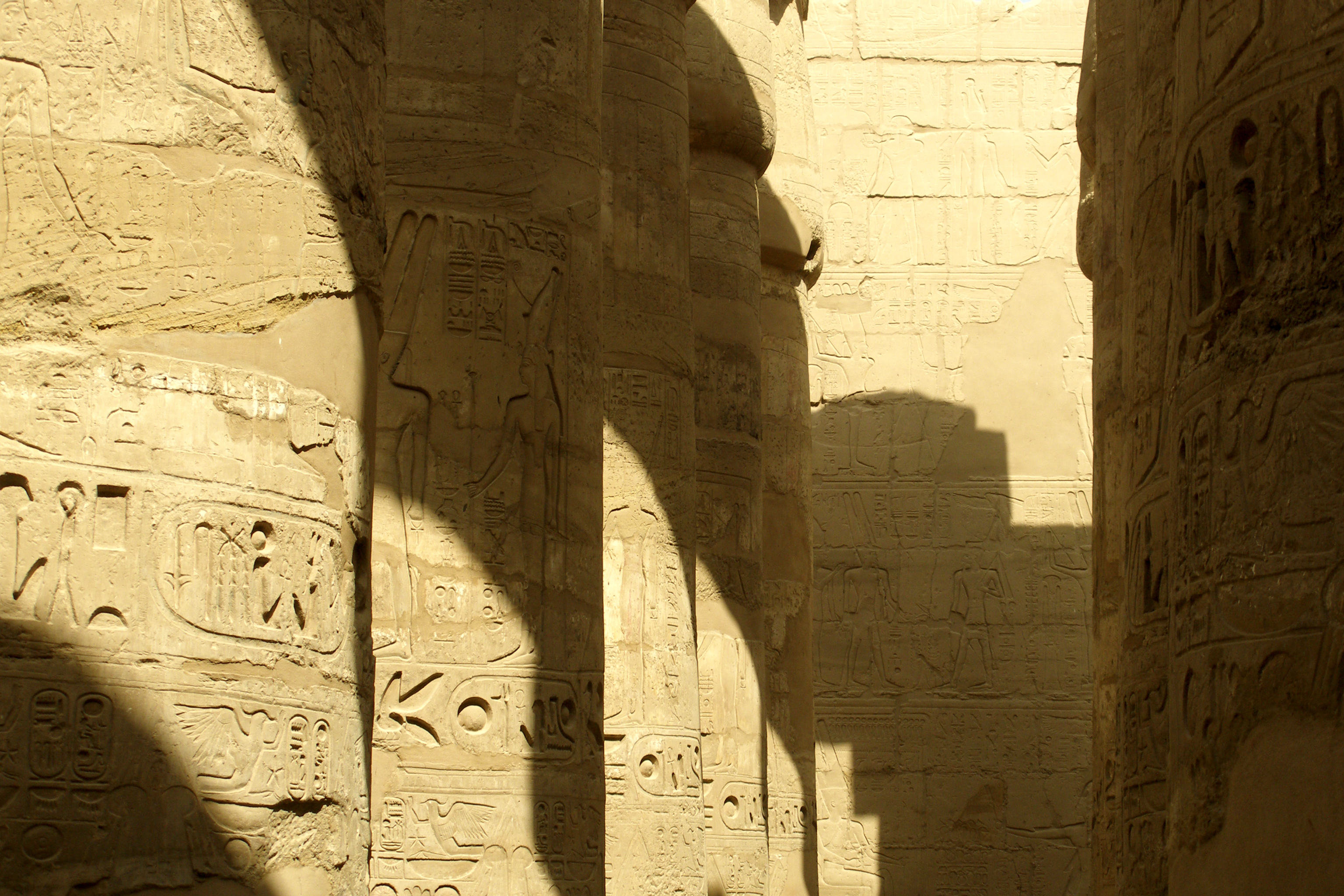
Colunas no Grande Salão Hipostilo em Carnaque (Luxor, Egito)

Um aspecto famoso de Carnaque é o Grande Salão Hipostilo no recinto de Amon-Rá, uma área de salão de 5.000 m2  com 134 colunas maciças dispostas em 16 fileiras. Cento e vinte e duas dessas colunas têm 10 metros (33 pés) de altura e as outras 12 têm 21 metros (69 pés) de altura com um diâmetro de mais de 3 metros (9,8 pés). Estima -se que as arquitraves no topo dessas colunas pesem 70 toneladas. Essas arquitraves podem ter sido levantadas a essas alturas usando alavancas. Este seria um processo extremamente demorado e também exigiria um grande equilíbrio para chegar a alturas tão grandes. Uma teoria alternativa comum sobre como eles foram movidos é que grandes rampas foram construídas de areia, lama, tijolo ou pedra e que as pedras foram então rebocadas pelas rampas. Se pedra tivesse sido usada para as rampas, eles poderiam usar muito menos material. O topo das rampas presumivelmente teria usado trilhos de madeira ou paralelepípedos para rebocar as partes da construção.  
Há um pilar inacabado em um local afastado que indica como ele teria sido concluído. A escultura final foi executada após a colocação dos tambores para que não fosse danificado durante a colocação. Vários experimentos movendo megálitos com tecnologia antiga foram feitos em outros locais – alguns dos quais estão entre os maiores monólitos do mundo. 
Em 2009, a UCLA lançou um site dedicado a reconstruções digitais de realidade virtual do complexo de Carnaquee outros recursos. O santuário do deus do sol tem luz focada nele durante o solstício de inverno. 

## História e composição
A história do complexo de Carnaque é em grande parte a história de Tebas e seu papel em mudança na cultura. Os centros religiosos variavam por região e quando uma nova capital da cultura unificada foi estabelecida, os centros religiosos daquela área ganharam destaque. A cidade de Tebas não parece ter sido de grande importância antes da XI Dinastia e a construção anterior do templo teria sido relativamente pequena, com santuários dedicados às primeiras divindades de Tebas, a deusa da Terra Mut e Montu. As primeiras construções foram destruídas pelos invasores. O primeiro artefato conhecido encontrado na área do templo é uma pequena coluna de oito lados da XI Dinastia, que menciona Amon-Rá., Amon (às vezes chamado de Amen) foi por muito tempo a divindade tutelar local de Tebas. Ele foi identificado com o carneiro e o ganso. O significado egípcio de Amon é "oculto" ou o "deus oculto". 
Grandes obras de construção no recinto de Amon-Rá ocorreram durante a XVIII Dinastia, quando Tebas se tornou a capital do Egito Antigo unificado. Quase todos os faraós daquela dinastia acrescentaram algo ao local do templo. Tutemés I erigiu uma parede de vedação ligando o Quarto e o Quinto Pilone (pórtico do templo), que compreendem a parte mais antiga do templo ainda de pé no local. Hatexepsute mandou construir monumentos e também restaurou o recinto original de Mut, que havia sido devastado pelos governantes estrangeiros durante a ocupação dos hicsos . Ela tinha obeliscos gêmeos, na época os mais altos do mundo, erguidos na entrada do templo. Um ainda está de pé, como o segundo obelisco antigo mais alto ainda de pé na Terra; o outro se partiu em dois e tombou. Outro de seus projetos no local, a Capela Vermelha de Carnaque, foi concebida como um santuário de barcas e originalmente pode ter ficado entre seus dois obeliscos. Mais tarde, ela ordenou a construção de mais dois obeliscos para comemorar seu décimo sexto ano como faraó; um dos obeliscos quebrou durante a construção e, assim, um terceiro foi construído para substituí-lo. O obelisco quebrado foi deixado em sua pedreira em Assuão , onde ainda permanece. Conhecido como o obelisco inacabado, ele fornece evidências de como os obeliscos eram extraídos. 
A construção do Grande Salão Hipostilo também pode ter começado durante a XVIII Dinastia (embora a maioria das novas construções tenha sido realizada sob Seti I e Ramsés II na XIX Dinastia). Merneptá, também da Décima Nona Dinastia, comemorou suas vitórias sobre os Povos do Mar nas paredes do local denominado "Cachette Court" ("Esconderijo curto", em língua francesa), o início da rota processional (também conhecida como Avenida das Esfinges) até o Templo de Luxor. A última grande mudança no layout do recinto de Amon-Re foi a adição do Primeiro Pilar e as paredes maciças que cercam todo o recinto, ambos construídos por Nectanebo I da trigésima dinastia. 
Em 323 dC, o imperador romano Constantino, o Grande, reconheceu a religião cristã e, em 356, Constâncio II ordenou o fechamento de templos pagãos em todo o império romano, ao qual o Egito havia sido anexado em 30 a.C. Carnaque estava nessa época praticamente abandonada, e igrejas cristãs foram fundadas entre as ruínas, o exemplo mais famoso disso é a reutilização do salão central de Tutemés III, onde ainda podem ser vistas decorações pintadas de santos e inscrições coptas. 
Iniciado por volta de 2 200 a.C. e terminado por volta de 360 a.C., o Templo de Carnaque era naquela época o principal local de culto aos deuses de Tebas, entre eles: Amom, Mut e Quespisiquis; atingiu o seu apogeu durante a XVIII dinastia, após a eleição de Tebas para capital do Egito. No maior templo do Egito nenhum pormenor era descurado, e durante a XIX dinastia trabalharam no templo cerca de 80 000 pessoas. O templo esteve submerso nas areias egípcias durante mais de mil anos, antes dos trabalhos de escavação começarem em meados do século XVIII, a enorme tarefa de restauro e conservação continua até aos nossos dias. 

## Templo de Amom-Rá
A construção mais importante do conjunto de Carnaque é o grande templo de Amom-Rá, cujo plano, muito complexo, testemunha numerosas vicissitudes da história dos faraós. O grande eixo este-oeste é balizado por uma série de pátios e pilones; medindo 103m de largura por 52m de profundidade, a célebre sala hipostila encerra verdadeira floresta de 134 colossais colunas em forma de enormes papiros. Com 21m de altura e diâmetro de 4 m, essas colunas não dão, apesar de maciças, impressão de peso; os nomes de Seti I e Ramessés II aí se veem inscritos, repetidos indefinidamente. Numerosos edifícios secundários completam o grande templo de Amom-Rá: capelas de Osíris, templo de Ptá, templo de Opeth etc. A parte S do complexo é chamada Luxor. Os anais de Tutemés III, nas paredes, registram 20 anos de conquistas e arrolam as plantas e animais exóticos que o faraó trouxe da Ásia. Esfinges de pedra, ao longo do eixo principal, parecem guardar as ruínas, na fímbria do deserto. 

## Descoberta por europeus

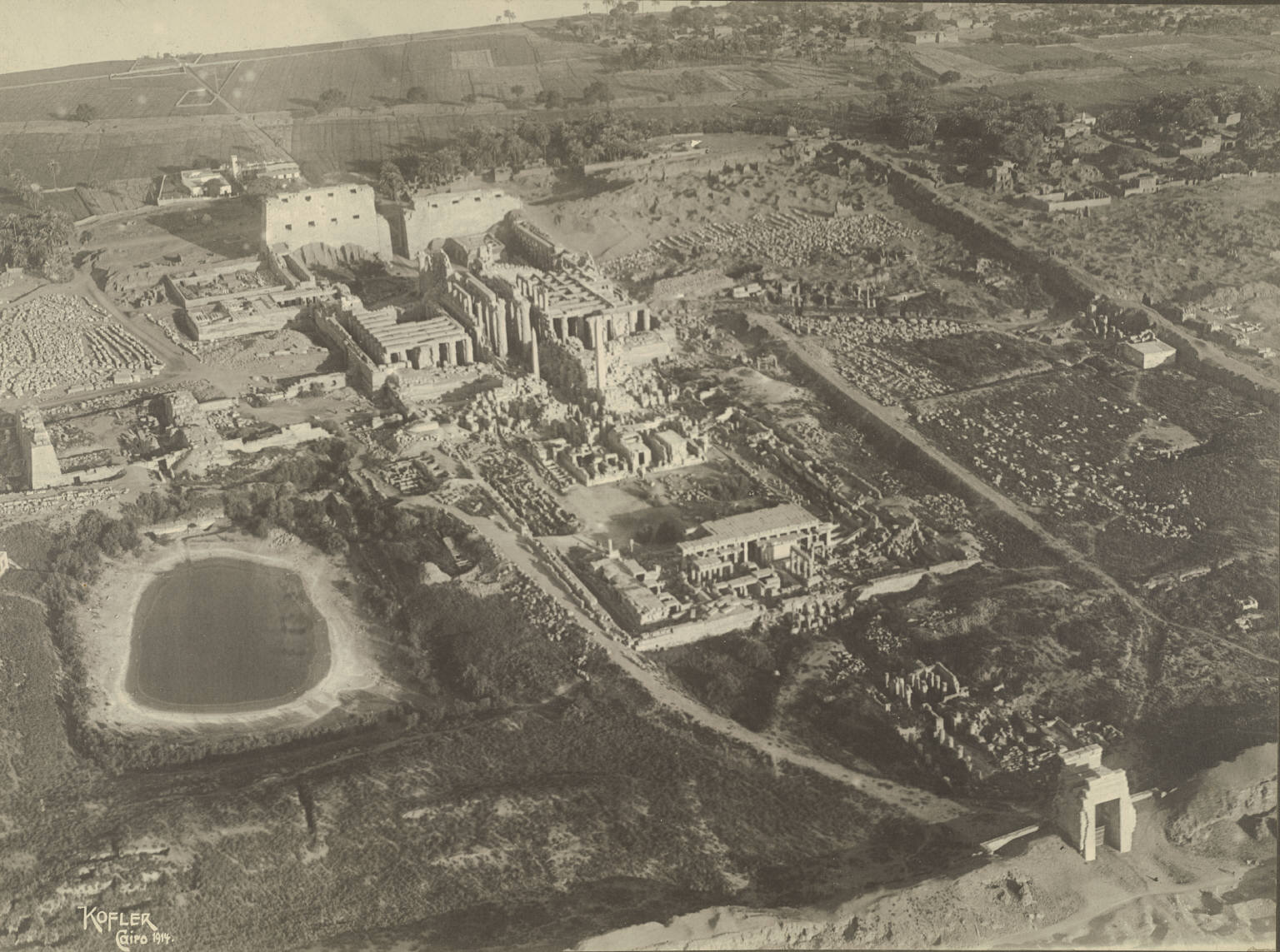
Antiga foto de Carnaque (Luxor, Egito)

A localização exata de Tebas era desconhecida na Europa medieval, embora tanto Heródoto quanto Estrabão forneçam a localização exata de Tebas e quanto tempo até o Nilo se deve viajar para alcançá-la. Mapas do Egito, baseados no trabalho gigantesco de Cláudio Ptolemaeus do século II, Geographia, circulavam na Europa desde o final do século XIV, todos mostrando a localização de Tebas (Diospolis). Apesar disso, vários autores europeus dos séculos XV e XVI que visitaram apenas o Baixo Egito e publicaram seus relatos de viagem, como Joos van Ghistele e André Thévet, colocaram Tebas em ou perto de Mênfis. 
O complexo do templo de Carnaque é descrito pela primeira vez por um veneziano desconhecido em 1589, embora seu relato não dê nome ao complexo. Este relato, alojado na Biblioteca Nacional de Florença é a primeira menção europeia conhecida, desde os antigos escritores gregos e romanos, sobre toda uma série de monumentos no Alto Egito e Núbia, incluindo Carnaque, o templo de Luxor, os Colossos de Memnon, Esna, Edfu, Com Ombo, Filas e outros. 
Carnaque como nome de vila e nome do complexo, é atestado pela primeira vez em 1668, quando dois irmãos missionários capuchinhos, Protais e Charles François d'Orléans, viajaram pela área. A escrita de Protais sobre sua viagem foi publicada por Melchisédech Thévenot (Relations de divers voyages curieux , edições de 1670 a 1696) e Johann Michael Vansleb (The Present State of Egypt, 1678). 
O primeiro desenho de Carnaque é encontrado no relato de viagem de Paul Lucas de 1704 (Voyage du Sieur Paul Lucas au Levant ). É bastante impreciso e pode ser bastante confuso para os olhos modernos. Lucas viajou no Egito durante 1699-1703. O desenho mostra uma mistura do Recinto de Amon-Rá e do Recinto de Montu, baseado em um complexo confinado pelos três enormes portões ptolomaicos de Ptolomeu III Euergetes, Ptolomeu IV Philopator e o maciço de 113 metros de comprimento, 43 metros de altura e 15 metros de espessura, Primeiro Pilar de de Amon-Rá. 
Carnaque foi visitado e descrito sucessivamente por Claude Sicard e seu companheiro de viagem Pierre Laurent Pincia (1718 e 1720–21), Granger (1731), Frederick Louis Norden (1737–38), Richard Pococke (1738), James Bruce (1769) , Charles-Nicolas-Sigisbert Sonnini de Manoncourt (1777), William George Browne (1792-1793) e, finalmente, por vários cientistas da expedição de Napoleão, incluindo Vivant Denon, durante 1798-1799. Claude-Étienne Savary descreve o complexo em grande detalhe em seu trabalho de 1785; especialmente à luz do fato de que é um relato fictício de uma viagem fingida ao Alto Egito, composta de informações de outros viajantes. Savary visitou o Baixo Egito em 1777-78 e publicou um trabalho sobre isso também. 

## Partes principais

### Recinto de Amon-Rá

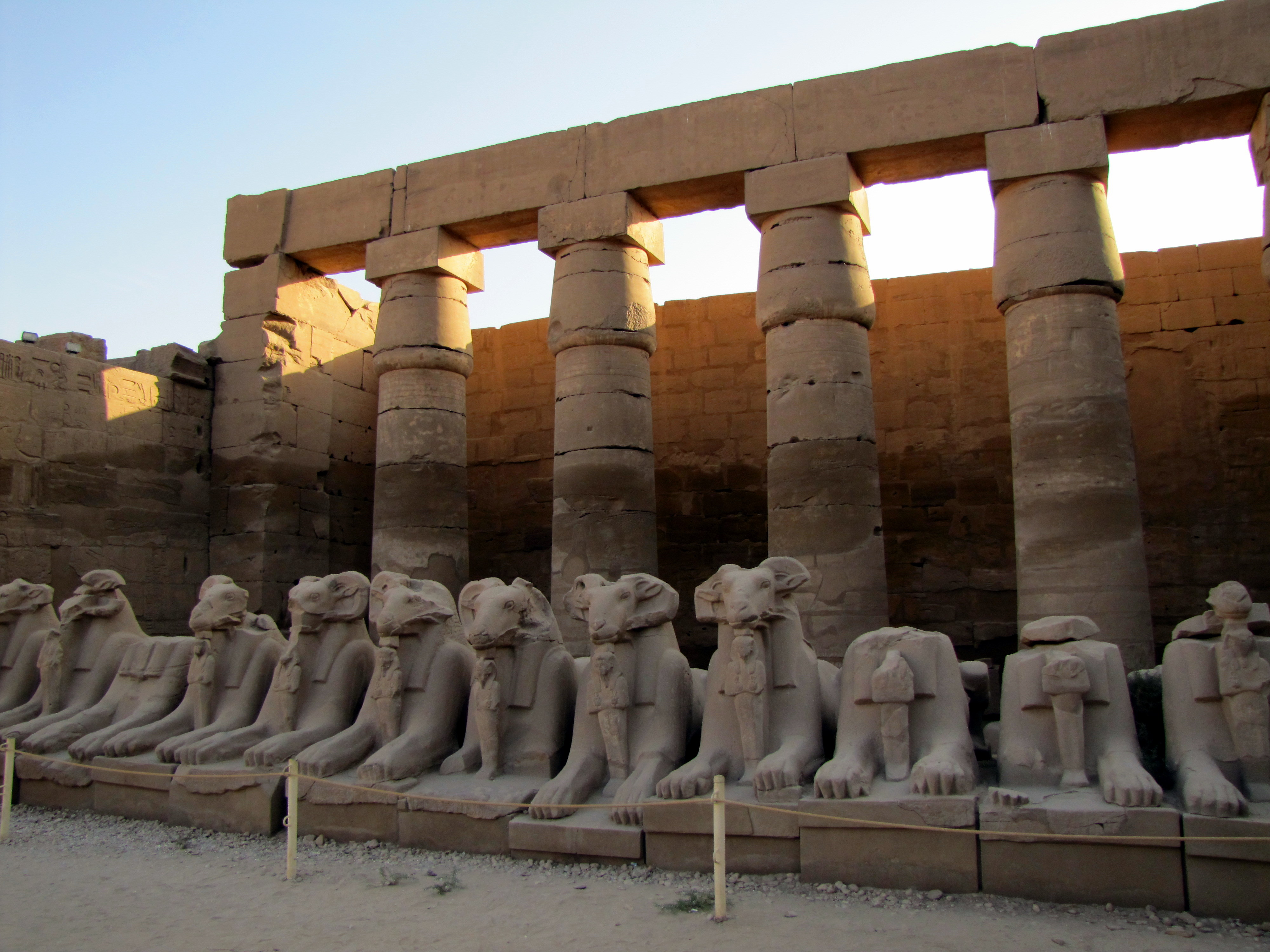
Recinto de Amon-Rá, em Carnaque (Luxor, Egito)

Este é o maior dos recintos do complexo do templo e é dedicado a Amon-Rá, a principal divindade da Tríade Tebana . Existem várias estátuas colossais, incluindo a figura de Pinedjem I, que tem 10,5 metros (34 pés) de altura. O arenito para este templo, incluindo todas as colunas, foi transportado de Gebel Silsila, 161 km ao sul, no rio Nilo. Ele também tem um dos maiores obeliscos, pesando 328 toneladas e 29 metros (95 pés) de altura. 

### Recinto de Mut
Localizado ao sul do complexo mais recente de Amon-Rá, este recinto foi dedicado à deusa mãe, Mut, que foi identificada como a esposa de Amon-Rá na Tríade Tebana da Décima Oitava Dinastia. Tem vários templos menores associados e tem seu próprio lago sagrado, construído em forma de meia-lua. Este templo foi devastado, muitas partes foram usadas em outras estruturas. Após os trabalhos de escavação e restauração da equipe da Universidade Johns Hopkins, liderada por Betsy Bryan, o Recinto de Mut foi aberto ao público. Seiscentas estátuas de granito preto foram encontradas no pátio de seu templo, a qual pode ser a parte mais antiga do local. 
Em 2006, Betsy Bryan apresentou suas descobertas de um festival no Antigo Egito que incluía aparente excesso intencional de álcool. A participação nos ritos foi grande, incluindo as sacerdotisas e a população. Existem registros históricos de dezenas de milhares de participantes do festival. Essas descobertas foram feitas no templo de Mut porque quando Tebas ganhou maior destaque, Mut absorveu as deusas guerreiras, Sacmis e Bastete, como alguns de seus aspectos. Primeiro, Mut se tornou Mute-Uajete-Baste, depois Mut-Sequemete-Baste (Uajete tendo se fundido em Baste), então Mut também assimilou Menhit, outra deusa leoa, e esposa de seu filho adotivo, tornando-se Mute-Sequemete-Baste-Menite e, finalmente, tornando-se Mut- Necbete. 
As escavações do templo em Luxor descobriram um "varanda da embriaguez" construída no templo pelo faraó Hatexepsute, durante o auge de seu reinado de vinte anos. Em um mito posterior desenvolvido em torno do festival anual de Sacmis, Rá, então o deus do Sol do Alto Egito, a criou a partir de um olho de fogo adquirido de sua mãe, para destruir os mortais que conspiraram contra ele (Baixo Egito). No mito, a sede de sangue de Sacmis não foi reprimida no final da batalha e a levou a destruir quase toda a humanidade, então Rá a enganou tornando o Nilo vermelho como sangue (o Nilo fica vermelho a cada ano quando cheio de lodo durante a inundação) para que Sacmis bebesse. O truque, no entanto, era que o líquido vermelho não era sangue, mas cerveja misturada com suco de romã para que parecesse sangue, deixando-a tão bêbada que ela desistiu do abate e se tornou um aspecto da gentil Hator. O complexo entrelaçamento de divindades ocorreu ao longo dos milhares de anos da cultura. 

### Recinto de Montu
Esta parte do templo é dedicada ao filho de Mut e Amon-Rá, Montu, o deus da guerra da Tríade Tebana. Ele está localizado ao norte do complexo Amun-Re e é muito menor em tamanho. Não é aberto ao publico. 

### Templo de Amenhotep IV (deliberadamente desmontado)
O templo que Akhenaton (Amenhotep IV) construiu no local estava localizado a leste do complexo principal, fora dos muros do recinto de Amon-Rá. Foi destruído imediatamente após a morte de seu construtor, que havia tentado vencer o poderoso sacerdócio que havia conquistado o controle do Egito antes de seu reinado. Foi tão completamente demolido que sua extensão e layout são atualmente desconhecidos. O sacerdócio daquele templo recuperou sua posição de poder assim que Akhenaton morreu e foi fundamental para destruir muitos registros de sua existência. 